# Viện Khoa học Giáo dục Việt Nam
Viện Khoa học Giáo dục Việt Nam (tên giao dịch quốc tế: "The Vietnam Institute of Educational Sciences" - viết tắt: VNIES) là một đơn vị sự nghiệp khoa học trực thuộc Bộ Giáo dục và Đào tạo Việt Nam.

## Chức năng
Viện có vai trò hỗ trợ Bộ trưởng Bộ Giáo dục và Đào tạo trong nghiên cứu toàn diện về giáo dục (nghiên cứu cơ bản về khoa học giáo dục, nghiên cứu về quản lý giáo dục, nghiên cứu về chương trình và nội dung, phương pháp giáo dục, nghiên cứu về chính sách giáo dục), xây dựng chiến lược giáo dục, chính sách quản lý nhà nước về giáo dục và đào tạo; đào tạo trình độ thạc sĩ và tiến sĩ về khoa học giáo dục và các ngành liên quan.